# 中島町 (室蘭市)
中島町（なかじまちょう）は北海道室蘭市の地名。中島町一丁目から四丁目の町がある。住居表示実施済み。郵便番号は050-0074。かつて同名の字が存在した。

## 地理
室蘭市の東部に位置し、北に知利別町、北東に宮の森町、東に寿町、南東に東町、南から西に仲町、北西に中島本町と接する。

### 河川
- 二級河川 知利別川

## 地域の特徴
室蘭市の都市計画マスタープランでは蘭東地域に属する。
南西縁沿いおよび南東縁の外側をJR北海道 室蘭本線が通る。三丁目には東室蘭駅西口があり、駅前ロータリーから北海道道1081号東室蘭停車場線が北西に延びる。道道1081号東室蘭停車場線は北端近くで北東および北西方向に延びる北海道道107号室蘭環状線と、北西縁に沿って走る北海道道919号中央東線に接続する。道道919号中央東線は南部を東西に走る国道37号に西端付近で接続する。また町域の北部から西端にかけて知利別川が南西流する。
室蘭市の商業、業務の中心地である。町内には、MEGAドン・キホーテ室蘭中島店やヤマダデンキテックランド室蘭店等の商業施設、ビジネスホテル、マンションが林立する。仲通りや駅西口通りに沿って商店街が形成されている。特に中島町一丁目は室蘭市内随一の歓楽街となっている。スーパーアークスと室蘭中島郵便局から北東に延びるシャンシャン通りは、かつて商店街内で花嫁を馬に乗せ披露するイベントがあり馬の首につけられた鈴の音が愛称の由来となっており、昭和60年からは「シャンシャン共和国」の国名でミニ独立国としても活動している。イベント好きな店主により建国され、個性的でオンリーワンの店舗が多く、毎年6月に開催される建国記念祭には、フリーマーケットや露天等が多数出店し賑わいを見せている。

## 歴史
かつて中島町二丁目には向陽中学校が存在したが、2013年（平成25年）に蘭東中学校と統合し桜蘭中学校となり、廃校となった。

### 地名の由来
村社である中嶋神社（現宮の森町一丁目）にちなむ。

### 沿革
- 1929年（昭和4年）10月16日 - 字名改正により輪西村（大字）の一部が中島町（字）となり、輪西村（大字）を廃止[8][7]。
- 1963年（昭和38年）5月1日 - 中島町一丁目 - 四丁目新設[8][9]。
- 1967年（昭和42年） - 中島町（字）の一部を編入[8]。
- 1976年（昭和51年） - 中島本町二丁目の一部を中島町一丁目に編入[8]。

### 町名の変遷
| 実施内容          | 実施年月日                | 実施後       | 実施前                                             |
| ----------------- | ------------------------- | ------------ | -------------------------------------------------- |
| 字名改正          | 1929年（昭和4年）10月16日 | 中島町（字） | 輪西村（大字）の小字、 チリベツ，札幌通            |
| 町名新設 住居表示 | 1963年（昭和38年）5月1日  | 中島町一丁目 | 中島町（字），高平町（字），知利別町（字）の各一部 |
| 町名新設 住居表示 | 1963年（昭和38年）5月1日  | 中島町二丁目 | 中島町（字），高平町（字），知利別町（字）の各一部 |
| 町名新設 住居表示 | 1963年（昭和38年）5月1日  | 中島町三丁目 | 中島町（字），高平町（字），知利別町（字）の各一部 |
| 町名新設 住居表示 | 1963年（昭和38年）5月1日  | 中島町四丁目 | 中島町（字），高平町（字），知利別町（字）の各一部 |

## 世帯数と人口
2023年（令和5年）12月31日現在（室蘭市発表）の世帯数と人口は以下の通りである。
| 町           | 世帯数    | 人口    |
| ------------ | --------- | ------- |
| 中島町一丁目 | 692世帯   | 1,047人 |
| 中島町二丁目 | 781世帯   | 1,205人 |
| 中島町三丁目 | 674世帯   | 1,062人 |
| 中島町四丁目 | 264世帯   | 405人   |
| 計           | 2,411世帯 | 3,719人 |

### 人口の変遷
国勢調査による人口の推移。
| 1995年（平成7年）  | 4,628人 | [ 10 ] |  |
| 2000年（平成12年） | 4,301人 | [ 11 ] |  |
| 2005年（平成17年） | 4,177人 | [ 12 ] |  |
| 2010年（平成22年） | 4,288人 | [ 13 ] |  |
| 2015年（平成27年） | 4,442人 | [ 14 ] |  |
| 2020年（令和2年）  | 4,294人 | [ 15 ] |  |

### 世帯数の変遷
国勢調査による世帯数の推移。
| 1995年（平成7年）  | 2,041世帯 | [ 10 ] |  |
| 2000年（平成12年） | 2,033世帯 | [ 11 ] |  |
| 2005年（平成17年） | 2,065世帯 | [ 12 ] |  |
| 2010年（平成22年） | 2,224世帯 | [ 13 ] |  |
| 2015年（平成27年） | 2,397世帯 | [ 14 ] |  |
| 2020年（令和2年）  | 2,409世帯 | [ 15 ] |  |

## 学区
市立小・中学校に通う場合、学区は以下の通りとなる。
| 町           | 街区 | 小学校               | 中学校             |
| ------------ | ---- | -------------------- | ------------------ |
| 中島町一丁目 | 全域 | 室蘭市立旭ヶ丘小学校 | 室蘭市立桜蘭中学校 |
| 中島町二丁目 | 全域 | 室蘭市立旭ヶ丘小学校 | 室蘭市立桜蘭中学校 |
| 中島町三丁目 | 全域 | 室蘭市立旭ヶ丘小学校 | 室蘭市立桜蘭中学校 |
| 中島町四丁目 | 全域 | 室蘭市立旭ヶ丘小学校 | 室蘭市立桜蘭中学校 |

## 交通

### 鉄道
- JR北海道 東室蘭駅

### バス
道南バスが路線バスを運行する。東室蘭駅西口の「東室蘭西口」停留所は市内路線の交通結節点の一つであり、市内各方面の他、登別温泉や洞爺湖温泉方面の郊外路線も発着する。

### 道路
- 国道37号
- 北海道道107号室蘭環状線
- 北海道道919号中央東線 ※一部を道道1081号と重用
- 北海道道1081号東室蘭停車場線

## 施設

### 役所・公的機関
- 室蘭市中島下水ポンプ場

### 公共施設
- 室蘭市市民活動センター
- あすなろ町会会館
- 中島西口会館
- 中島連合会館

### 金融機関
- 室蘭中島郵便局
- 室蘭中島南郵便局
- 北海道銀行 室蘭支店
- 北洋銀行 中島町支店
- 伊達信用金庫 室蘭支店
- 室蘭信用金庫 中島支店 東室蘭駅前支店 本輪西支店

### 商業施設
- MEGAドン・キホーテ室蘭中島店
- ヤマダデンキテックランド室蘭店

### 社会福祉施設
- 坂本学園ピノキオアルテ保育園

### 寺社
- 室蘭寺

### 公園
- 向陽公園
- 潮止公園
- 中島小公園
- らんらん橋広場